# Bárbara Anderson

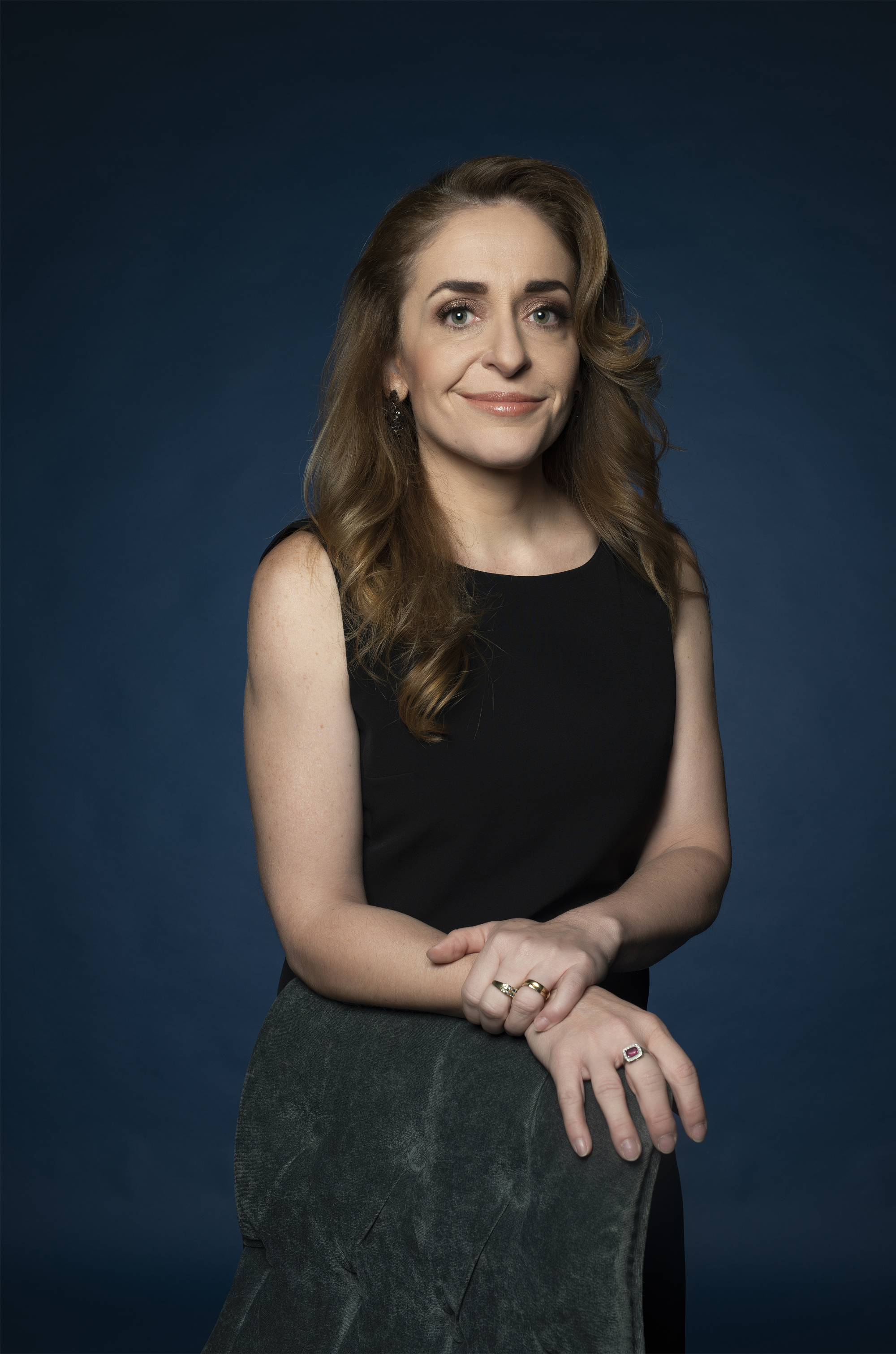
Bárbara Anderson en Opinión 51

Bárbara Anderson Font (Argentina, 4 de diciembre de 1973) es periodista y activista por los derechos de las personas con discapacidad, tema en el que ha logrado impulsar cambios legales trascendentales en el tema de la inclusión a través de la Asociación Yo También. Bárbara Anderson ha destacado por su trabajo como periodista de negocios en productos impresos, en línea, de televisión y radio, para grupos locales y transnacionales así como conferencista y asesora en temas de inclusión y accesibilidad.

## Trayectoria
Su carrera periodística comenzó en 1997 en distintos medios de comunicación en Argentina como reportera y ascendió a editora en jefe en la revista semanal Punto a Punto y Mercado. En 2002 cambió su residencia a la Ciudad de México para incorporarse como editora de la sección Ideas en el Grupo Editorial Expansión.
En esta editorial estuvo hasta 2014, en donde exploró diferentes formas de gestión y creatividad, con iniciativas como el rediseño del proceso de generación de contenido, en Expansión, cuyo modelo fue adoptado por Time Inc., empresa editorial dedicada a la publicación de revistas en medios impresos y digitales, con sede en Nueva York, que fue adquirida por la editorial Meredith el año pasado.
Durante su tiempo en Expansión, dirigió el conjunto de revistas femeninas, plataforma que aprovechó para impulsar el emprendimiento, con iniciativas como el concurso de diseño Elle México, que se transmitió como un reality show.
Desde 2013 fue directora de Innovación Editorial en Grupo Milenio, donde reorganizó la sección de Negocios, rediseñó el portal Milenio.com y renovó el conjunto de suplementos de la empresa, lo que duplicó los ingresos. También incorporó los títulos de la revista de Sociales, CHIC en México, cuyo contenido se distribuye en todo el territorio nacional, y cerró un acuerdo con Financial Times para editar cada el suplemento semanal FT Mercado.
Para complementar el trabajo periodístico creó el departamento de Periodismo de Marca, lugar donde se producen historias contadas desde las empresas, con clientes como Monsanto, Bimbo, Laureate International México, UPs, Cinépolis y Uber, así como la plataforma Milenio Foros, un espacio de debates www.milenio.com/forosmilenio/. Condujo por 8 años el programa de televisión Milenio Negocios, un ciclo de entrevistas semanales a empresarios, ejecutivos y personajes del mundo de las finanzas en México, que se transmiten en Milenio TV. Y fue la autora hasta octubre de 2020 de la columna Nada personal, solo negocios, sobre temas empresariales de coyuntura, a partir de la cual se produce una cápsula informativa, Radar Anderson.
En plena pandemia, organizó y atrajo a México la edición en español de The Guardian, para la cual creó una plataforma mexicana de noticias, La-Lista, un medio digital con una fuerte asignatura a temas de derechos humanos, inclusión, diversidad y medio ambiente. La-Lista/The Guardian se lanzó el 1 de enero de 2021 con una granado grupo de reporteros, editores y columnistas que operaron el primer sitio con redacción virtual nacido en la crisis del coronavirus.
Actualmente es columnista en el portal Opinión 51 y en la revista Expansión. Es corresponsal en México, desde 2002, de la red de radios más grande de Argentina, Cadena 3.

## Publicaciones
1. En 2019 presentó su primer libro, Los dos hemisferios de Lucca.[18] Publicado por Penguin Random House, se trata de una autobiografía de su vida con su hijo con parálisis cerebral[19] y los resultados de un tratamiento experimental al que lo sometieron en India.[20] El libro fue presentado en la FIL de Guadalajara[21] y tras varias reediciones se lanzó en 2022 en el mercado argentino.[22][23] En 2023 Netflix anunció la compra de los derechos de la obra[24] para hacer una película con título homónimo para 190 mercados en todo el mundo. La adaptación del guión es de Javier Peñalosa, y la dirección de Mariana Chenillo[25] En los papeles estelares están los actores Bárbara Mori y Juan Pablo Medina.[26]
2. (IN)visibles es su segunda obra publicada en 2022[27] y también fue presentada tanto en la Feria Internacional del Libro en Monterrey[28] como en la FIL de Guadalajara.[29] Es el retrato en primera persona de 24 mexicanos con discapacidad que cumplieron sus sueños. Desde el deportista Jorge Font a la política Claudia Anaya pasando por empresarios, artistas y hasta el propio fotógrafo Enrique Covarrubias, autor de las fotos de este libro. La presentación en octubre de 2023 en la CdMX estuvo acompañada de un gran despliegue:[30] una galería al aire libre en Avenida Paseo de la Reforma con todas las fotos de Enrique Covarrubias y mini biografías de cada protagonista. Una muestra accesible -con fichas en Braille-, esta galería fue vista por alrededor de 650 mil personas desde su inauguración el pasado 17 de octubre y estará exhibida hasta el 14 de noviembre[31] y una magna proyección de imágenes en la pared sur del World Trade Center, en una pantalla de 5 mil m2 (la más grande de Latinoamérica) de la firma Huge Board.[32] La proyección pudo verse hasta 5 kilómetros a la redonda desde distintos puntos de la ciudad con un alcance de 450 mil personas.[33]El libro ganó Medalla de Plata en los Latino Book Awards 2023, como Most Inspirational Nonfiction Book – Spanish y Medalla de Plata como Best Website Promoting a Book.[34]
3. Cómo se dice, el primer diccionario para reportear, escribir y contar historias sobre discapacidad, una guía sobre todo lo que quisiste saber acerca de cómo se dice o escribe, pero que, por miedo (o tabú), nunca te animaste a preguntar. Es el primer glosario para periodistas, comunicadores y editores sobre el lenguaje correcto para cubrir temas de discapacidad así como los mejores tips para volver accesibles cualquier contenido editorial. Este libro es gratuito y descargable[35] fue auspiciado por marcas privadas[36] y es uno de los contenidos descargables más exitosos del sitio de noticias creado por la misma autora, Yo también.
4. Experta en redacción y en edición de biografías, entre las que destaca El camino de México, de Marcelo Ebrard.[37]
5. Fue colaboradora en Ediciones Corales de temas periodísticos como Presidenta, más de 100 mujeres te escriben.[38]

## Los dos hemisferios de Lucca en cine
Los dos hemisferios de Lucca se subió a la plataforma de Netflix a nivel global el 31 de enero de 2025. Generó cerca de 600 notas periodística su cobertura, fue la película más vista en México y Latinoamérica durante su primer mes de exhibición. A julio de 2025 sumaba 30 millones de reproducción, lo que la convirtió en la película 27 más vistas de la plataforma de streaming dentro de los 8 mil lanzamientos del año.

## Reconocimientos
- En 2020 recibió el premio al Periodista por el Cambio Social por parte de la Universidad del Valle de México,[41] por su trabajo al buscar soluciones para problemas sociales.
- Por su labor periodística y su defensa a los derechos de las personas con discapacidad, fue declarada “Ciudadana Ilustre” de La Cumbre,[42] su ciudad natal en Córdoba (Argentina) en agosto de 2025. [43]

## Otras actividades
En mayo de 2019 lanzó un newsletter de noticias sobre discapacidad que rápidamente se convirtió en el primer portal de noticias sobre esta minoría en el país y Latinoamérica: www.yotambien.mx. Se trata del único sitio de noticias cuya página web es 100% accesible en todo el país, permitiendo a todas las personas acceder a información diaria desde y sobre la discapacidad. Este portal está enfocado en todo tipo de información (desde educación a deportes, pasando por espectáculos, ciencia o salud) que involucre a esta población que representa a 16,5% del total nacional. Además de los contenidos periodísticos, esta asociación civil logró que el tema de inclusión tuviera un capítulo entero en la Reforma de Telecomunicaciones. También intervino en la nueva a Ley de los Derechos de las Niñas, Niños y Adolescentes y en la incorporación de una plena inclusión en la Reforma Educativa para que en un lapso de 13 años todas las escuelas de México sean 100% inclusivas en contenidos, en infraestructura y en accesibilidad. Esta impronta se volvió a impulsar en el siguiente sexenio, durante la gestión de Esteban Moctezuma.
En 2016 logró que un acto de discriminación contra su hijo Lucca, con parálisis cerebral, derivara en una alianza inédita entre Conapred y Profeco, e impulsó una Alianza con Hear Colors, firma especializada en volver incluyentes páginas web para hacer realidad la accesibilidad digital. En 2019, también presentó una demanda contra Ticketmaster por su falta de accesibilidad para la venta de boletos, una acción que cambió el stand en México primero -comenzando por Auditorio Nacional- y que luego sirvió de puntapié para que la firma inglesa lo aplicara en el resto de los países del mundo donde opera.
Bárbara Anderson es miembro del International Women Fórum, capítulo México, y ha fungido como moderadora en diferentes foros como en el Día de Internet, que encabezó el presidente Enrique Peña Nieto así como en eventos sobre inclusión y derechos de las personas con discapacidad.
Es miembro del Patronato de APAC IAP, Asociación Pro Personas con Parálisis Cerebral de México donde funge como Tesorera.

### Conferencias
Bárbara es speaker internacional de temas vinculados con inclusión, accesibilidad y derechos de personas con discapacidad.